# Charles O’Bannon
Charles Edward O’Bannon (* 22. Februar 1975 in Bellflower (Kalifornien)) ist ein ehemaliger US-amerikanischer Basketballspieler.

## Werdegang
Der Bruder von Ed O’Bannon spielte Basketball an der Artesia High School in Lakewood. 1993 wechselte er an die University of California, Los Angeles (UCLA) und wurde dort Mannschaftskamerad seines Bruders. Die beiden gewannen 1995 mit der UCLA den NCAA-Meistertitel. Zum Endspielsieg gegen die University of Arkansas trug Charles O’Bannon elf Punkte und neun Rebounds bei. 1995 gewann er mit der US-Auswahl die Goldmedaille bei der Sommeruniversiade.
O’Bannon bestritt 52 Spiele in der NBA für die Detroit Pistons, schaffte den Durchbruch in der Liga aber nicht. In der Saison 1999/2000 wurde er mit Śląsk Wrocław polnischer Meister. In 29 Ligaeinsätzen für Wrocław erreichte er im Mittel 13,8 Punkte je Begegnung, O’Bannon wurde als bester Spieler der Finalserie ausgezeichnet. Im 2000 unternahm er den Versuch, bei den Los Angeles Clippers unterzukommen, wurde von der NBA-Mannschaft jedoch kurz vor dem Saisonbeginn aus dem Aufgebot genommen. Bis auf einen Abstecher zu Benetton Treviso im Frühling 2004 spielte der US-Amerikaner bis zum Ende seiner Laufbahn als Leistungssportler in Japan. Mit Toyota Alvark wurde er 2006 unter seinem Landsmann John Patrick als Trainer japanischer Meister. 2007 gelang O’Bannon mit Alvark die Wiederholung des Meistertitels, sein Trainer war diesmal der Deutsche Torsten Loibl. O’Bannon wurde vom Fachdienst asia-basket.com als Spieler des Jahres der Liga ausgezeichnet.
Als Assistenztrainer war O’Bannon in Las Vegas an der Bishop Gorman High School tätig, zu seinen Spielern dort gehörte auch sein Sohn Chuck O’Bannon. 2018 betreute Charles O’Bannon als Trainer die Mannschaft Seattle Ballers in der Liga Junior Basketball Association (JBA).